# Rob Roy (Film)
Rob Roy ist ein US-amerikanischer Spielfilm aus dem Jahr 1995. Der Regisseur ist Michael Caton-Jones, das Drehbuch schrieb Alan Sharp. Die Hauptrollen in der Produktion der United Artists spielten Liam Neeson, Tim Roth und Jessica Lange. 
Rob Roy ist zwar keine Verfilmung des gleichnamigen Romans von Walter Scott, allerdings wurden beide durch die historische Gestalt Robert Roy MacGregor inspiriert.

## Handlung
Der Film spielt 1713, als sich die schottische Gesellschaft im Umbruch befindet. Das alte Clansystem verschwindet langsam und arme Schotten wandern nach Nordamerika aus, um dort eine neue Existenz aufzubauen.
Der Schotte Robert Roy MacGregor, genannt Rob Roy, lebt als gesetzestreuer Untertan in der Nähe einer kleinen Stadt in den Highlands.
Rob Roy verfolgt mit fünf Gefolgsleuten eine Bande Viehdiebe und holt sie ein. Der Anführer wird getötet, die anderen dürfen ohne die Rinder weiterziehen.
Rob Roy leiht sich vom Marquess of Montrose, James Graham, 1000 Pfund und plant einen gewinnträchtigen Rinderhandel aufgrund unterschiedlicher Preise im schottischen Crieff und im englischen Carlisle.
Der angeblich von einem Edelmann gezeugte Bastard Archibald Cunningham lebt als Günstling und Degenfechter am Hof des Marquess. Montroses Verwalter Killearn informiert Archibald über den Kredit und die beiden verabreden, sich das Geld zu verschaffen.
Die Summe wird von Killearn an Rob Roys Vertrauten übergeben, allerdings anders als vereinbart nicht als Kreditbrief, sondern unter einem Vorwand in Münzen. Cunningham stellt dem Boten einen Hinterhalt, ermordet ihn und raubt das Geld.
Als alternativen Verlustausgleich anstelle seiner Ländereien bietet Montrose MacGregor an, den Herzog von Argyll zu verleumden. MacGregor soll bezeugen, dass Argyll Jakobit und damit Feind des englischen Königs ist. Als MacGregor sich weigert, will Montrose ihn festnehmen und in den Schuldturm sperren lassen. MacGregor aber flieht und wird von Cunningham und Montroses Soldaten gejagt. Sein Haus wird niedergebrannt und seine Ehefrau Mary von Cunningham vergewaltigt. Mary verschweigt ihm die Tat.
Die von Cunningham geschwängerte und daraufhin am Hof von Montrose entlassene Magd Betty verrät den zufällig von ihr erlauschten Teil des Komplotts an Mary. Killearn wird von Rob Roy nach einem siegreichen Duell gegen einen Freund des getöteten Viehdiebs entführt. Mary selbst verhört den Gefangenen, damit ihr Gatte von dem Zeugen ihrer Vergewaltigung nichts darüber erfährt. Doch weil er sie mit einer möglichen Schwangerschaft unter Druck setzt, verletzt sie ihn schwer mit einem Dolch. Killearn wird danach von Rob Roys jüngerem Bruder Alasdair ertränkt. Weil sich auch Betty wegen ihrer Situation erhängt, sind beide Zeugen des Komplotts nicht mehr am Leben.
Rotröcke verfolgen die MacGregors. Der allzu kampfeslustige Alasdair schießt entgegen der Anweisung Rob Roys, versteckt zu bleiben, auf einen der Soldaten. Bei der anschließenden Verfolgungsjagd wird  Alasdair niedergeschossen. Die Brüder können sich eine Zeitlang im Nebel verbergen, während fast alle anderen MacGregors entkommen. Der sterbende Alasdair verrät, was Mary angetan wurde. Nach dessen Tod wird Rob Roy schließlich gestellt und festgenommen. Cunningham misshandelt den Gefangenen, um dessen Willen zu brechen.
Mary wendet sich inzwischen hilfesuchend an Argyll und erzählt ihm vom Montroses Ansinnen und dessen Ablehnung durch Rob Roy.
Rob Roy wird zu Montrose gebracht, der ihn an einer hohen Brücke hängen lassen will. MacGregor stülpt die Schlinge des Seils über Cunninghams Hals und springt – sich am anderen Ende festhaltend – von der Brücke. Um Cunningham zu retten, muss ein Soldat das Seil durchtrennen; Rob Roy stürzt aus ungefährlicher Höhe in den reißenden Fluss und kann trotz seiner Fesseln entkommen.
Der Herzog von Argyll arrangiert ein Duell zwischen Rob Roy und seinem Kontrahenten. Cunningham hat ein vorheriges Duell gegen einen Schotten leicht gewonnen und ist als exzellenter Degenfechter auch diesmal siegessicher. Der Wetteinsatz zwischen Montrose und Argyll sind Rob Roys Schulden. Tatsächlich wird der Schotte mehrfach vom Degen getroffen und kniet durch das Führen seines schweren Breitschwert bereits erschöpft am Boden, als es ihm gelingt, mit der freien Hand in den Degen des überheblichen Engländers zu greifen und ihm mit der anderen einen tödlichen Hieb zu versetzen.
Rob Roys Schulden sind erlassen; Mary erwartet ein weiteres Kind, weiß aber nicht, ob Cunningham oder ihr Mann es gezeugt hat. Für Rob Roy ist es sein Kind.

## Kritiken
James Berardinelli lobte auf ReelViews die Darstellungen der Bösewichte, vor allem jene von Tim Roth. Er lobte außerdem die Regie von Michael Caton-Jones, die Kameraarbeit und die Filmmusik.
Roger Ebert lobte in der Chicago Sun-Times vom 7. April 1995 die Darstellung von Tim Roth, die er mit seinem Auftritt im Film Pulp Fiction verglich. Die Darstellung von John Hurt bezeichnete er als „faszinierend“ („intriguing“).

„Der Film verzichtet fast vollständig auf die Erhellung der historischen Umstände und rückt stattdessen die Beziehung des Ehepaares MacGregor als rührselige Love-Story in den Mittelpunkt. Trotz guter schauspielerischer Leistungen und sehenswerter Landschaftsaufnahmen aus den schottischen Highlands ein eher belangloser Unterhaltungsfilm.“

## Auszeichnungen
Tim Roth gewann für seine Rolle den Filmpreis BAFTA Award und den Kansas City Film Critics Circle Award als bester Nebendarsteller; in der gleichen Kategorie wurde er für den Oscar, den Golden Globe Award und den Saturn Award nominiert.

## Trivia
Ein Trailer dieses Films in englischer Sprache befand sich auf der Installations-CD des Betriebssystems Windows 95.